# Boleskine and Abertarff

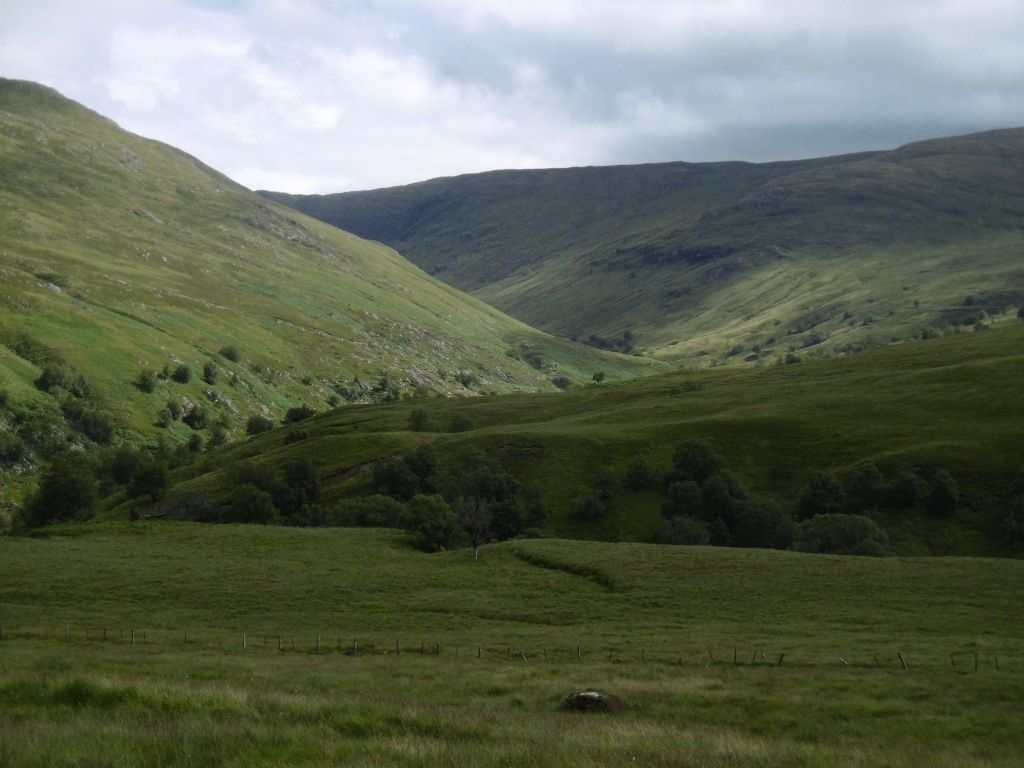
Blick ins Glen Tarff

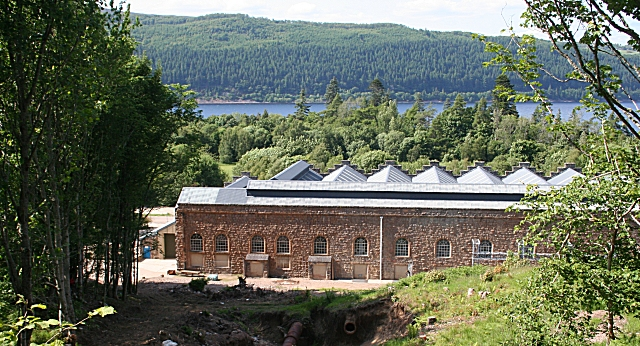
Aluminiumschmelze in Foyers

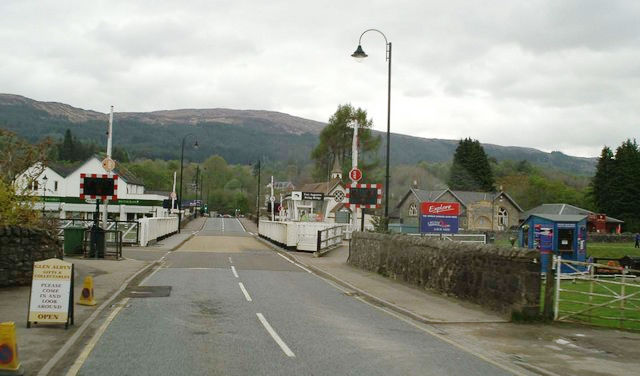
Drehbrücke von Fort Augustus

Boleskine and Abertarff ist eine historische Verwaltungseinheit (Civil Parish) im Norden von Schottland. Vom Typ her handelt es sich um eine Gemeinde. Sie lag südwestlich von Inverness in der heutigen Region Highland. In Bezug auf die traditionellen Grafschaften zählte Boleskine and Abertarff zu Inverness-shire. Sechs weitere Civil Parishes waren angrenzend: Daviot and Dunlichity, Dores, Kilmonivaig, Laggan, Moy and Dalarossie sowie Urquhart and Glenmoriston.  Entstanden war es 1845 durch die Vereinigung von zwei Parishes: Boleskine und Abertarff.
Der Südosten des Gebietes ist ländlich geprägt und dünn besiedelt. Hier liegen die Täler Glen Tarff und Glen Brein, die Seen Loch Killin und Lochan Iain, das Glendoe Reservoir sowie die Flüsschen Allt Breinag, Allt Cam Ban und Allt Odhar.
Der Nordwesten liegt im Great Glen. Hier gehören der größere, südliche Teil vom Loch Ness sowie die Nordspitze vom Loch Oich hinzu, außerdem verläuft der Kaledonische Kanal mit mehreren Schleusen und Brücken. Nach dessen Errichtung nahm der Raum eine zunehmende industrielle Entwicklung.
Wichtigste Ortschaft ist Fort Augustus, zu den weiteren zählen Aberchalder, Boleskine, Coiltry, Foyers, Inverfarigaig, Kingussie, Lochgarthside und Whitebridge. Als überregional bekannt gelten die Drehbrücken von Aberchalder und Fort Augustus, die Wasserfälle von Foyers sowie der Wald von Inverfarigaig.
Aus dem Civil Parish gingen Ende des 20. Jahrhunderts die Community Council Areas Fort Augustus and Glenmoriston sowie Stratherrick and Foyers hervor.